# Ans van Dijk
Anna "Ans" van Dijk (Amsterdã, 24 de dezembro de 1905 — Amsterdã, 14 de janeiro de 1948) foi uma informante neerlandesa de origem judaica. Tornou-se conhecida por ter sido a única mulher neerlandesa condenada à morte por seus crimes de guerra durante a ocupação alemã nos Países Baixos na Segunda Guerra Mundial. Ao longo do julgamento, foi comprovado que ela serviu como agente dupla, oferecendo esconderijo para judeus e revelando suas localizações para a Gestapo. Em dois anos de contribuição, ela traiu 145 pessoas – incluindo sua própria família – das quais 85 foram assassinadas em campos de concentração.